# Coulongé
Coulongé település Franciaországban, Sarthe megyében. Lakosainak száma 512 fő (2022. január 1.). Coulongé Pontvallain, Sarcé, Aubigné-Racan, Luché-Pringé, Mansigné és Le Lude községekkel határos.

## Népesség
A település népességének változása:
| Lakosok száma | 553  | 536  | 535  | 519  | 512  | 505  | 508  | 510  | 512  |
|               | 2013 | 2015 | 2016 | 2017 | 2018 | 2019 | 2020 | 2021 | 2022 |